# Mobb Deep

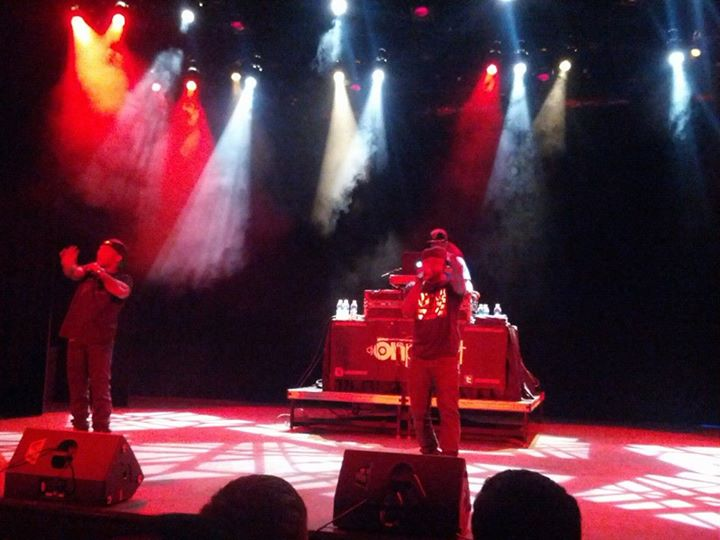
Mobb Deep 2013

Mobb Deep (M.O.B.B.) är en hiphopgrupp bestående av Kejuan ”Havoc” Muchita och Albert ”Prodigy” Johnson från Queensbridge i New York. Gruppen släppte flera framgångsrika album på 1990-talet, bland dessa är The Infamous, Hell on Earth och även platinasäljande Murda Muzik. Mobb Deeps texter beskriver, och många gånger glorifierar, ett liv fyllt av gängrelaterat våld och droger i ett av New Yorks fattigaste områden.
Duon har haft dispyter med flera rappare, bland annat med 2Pac i ”kriget” mellan de rivaliserande skivbolagen Death Row Records och Bad Boy Records från västkusten respektive östkusten under mitten av 1990-talet. Som svar på 2Pacs ”diss” "Hit 'em Up" gjorde duon "Drop a Gem on ’em" på Hell on Earth. Låten gavs aldrig ut som singel på grund av 2Pacs död. Andra artister som har attackerat medlemmarna i Mobb Deep i sin musik är Nas och Jay-Z. Tidigare gjorde gruppen ett par låtar med Nas. Duon hade en dispyt och splittrades 2012 men återförendas senare för att göra sitt åttonde studioalbum.
Havoc och Prodigy har bytt skivbolag ett flertal gånger under sin relativt långa karriär, och tillhör just nu[när?] G-Unit Records med vilka man släppt albumet Blood Money i maj 2006. Det senaste albumet The Infamous Mobb Deep släpptes på första april 2014 och släpptes av Prodigys Infamous Records och RED.

## Diskografi
- Juvenile Hell (1993)
- The Infamous (1995) RIAA: Guld. #18 USA.
- Hell on Earth (1996) RIAA: Guld. #6 USA.
- Murda Muzik (1999) RIAA: Platina. #3 USA.
- H.N.I.C (2000) RIAA: Guld. #18 USA.
- Infamy (2001) RIAA: Guld. #22 USA.
- Free Agents: The Murda Mixtape (2003) #21 USA.
- Amerikaz Nightmare (2004) #4 USA.
- Blood Money (2006) #3 USA, #70 UK.
- The Infamous Mobb Deep (2014)